# おもしろジャンケン
おもしろジャンケンは、吉本興業（大阪本部）所属のお笑いトリオ。2024年結成。NSC大阪校47期生。

## メンバー
嘉津 翔太（かつ しょうた、2000年7月11日 - ）
衣装の色は青、大阪府大阪市出身。

嘉津じゃない方（かつじゃないほう、2000年5月10日 - ）
衣装の色は赤、京都府京都市出身。

その他しょうたろう（そのたしょうたろう、2001年11月14日 - ）
衣装の色は黄色、大阪府東大阪市出身。

## 来歴
大阪教育大学のお笑いサークル「笑賊団」で嘉津と嘉津じゃない方が出会い、コンビ「神のまにまに」を結成。楽屋Aを拠点に活動し、賞レースや単独ライブで腕を磨く。
卒業に際し1年後輩のその他しょうたろうを誘い、現在のトリオを結成。トリオ名は、お笑いサークルで揉め事が起こるとおもしろジャンケンで解決するという伝統があったことに由来する。
嘉津じゃない方は卒業、嘉津は卒業できずに休学、その他しょうたろうは最終学年を休学し、3人でNSCに大阪校47期生として入学。以前は在学中に行われていた「大ライブ」が2025年は卒業後に行われ、優勝を果たしチャンピオンとなる（在学中に優勝するので「首席」と言われるが、この年は卒業後なので「チャンピオン」が正式）。優勝特典として祇園花月での出番、テレビラジオへのゲスト出演、「Kakeru翔チャレンジバトルWEST」への優先参加などを経験。
7月の「Kakeru翔チャレンジバトルWEST」にて6位入賞、芸歴1年目にして8月からのよしもと漫才劇場翔メンバー入りを勝ち取る。「第43回今宮こどもえびす新人漫才コンクール」にて福娘大賞を獲得。

## 受賞歴
- 2025年 NSC大ライブOSAKA2025 優勝
- UNDER5 AWARD2025 準決勝進出
- 漫才劇場翔チャレンジバトル7月　6位入賞
- 第43回今宮戎マンザイ新人コンクール 福娘大賞